# Amira Elfeky

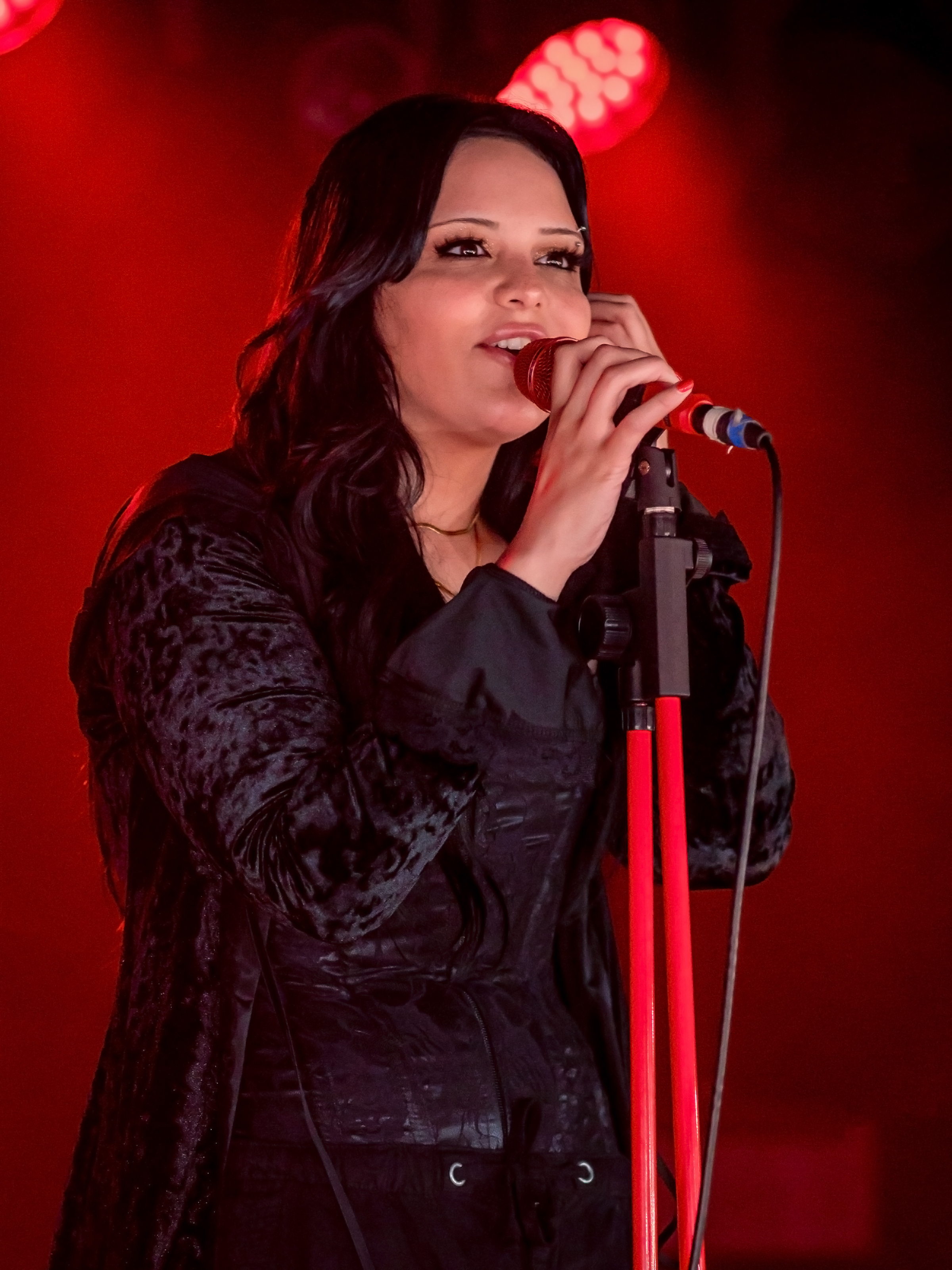
Amira Elfeky (2024)

Amira Elfeky ist eine US-amerikanische Sängerin und Songwriterin.

## Leben und Karriere
Elfeky ist in Simsbury, Connecticut aufgewachsen und besuchte die Simsbury High School. Mit 18 Jahren ist Elfeky mit ihrer Familie nach San Francisco gezogen. Aktuell lebt sie in Los Angeles.
Im März 2024 hat Elfeky ihre erste EP, Skin to Skin veröffentlicht. Im Februar 2025 wurde bekanntgegeben, dass Elfeky auf dem Song Judgement Day, vom Album The Sky, the Earth & All Between der Band Architects mitwirken würde. Ihre zweite EP Surrender wurde am 29. März 2025 veröffentlicht. Elfeky ist in der Kategorie Best International Breakthrough Artist für die Heavy Music Awards 2025 nominiert.

## Musikalischer Stil
Elfekys Stil wurde als Mischung zahlreicher Genres beschrieben, darunter Gothic Metal, Nu Metal, and Alternative Metal. Als Einflussreiche Künstler hat Elfeky Evanescence, Linkin Park, Deftones, System of a Down, Lana Del Rey sowie Lady Gaga genannt.

## Touring
Elfeky wird als Vorband für die kommende USA-Tour von Bring Me The Horizon auftreten, welche im September 2025 beginnen soll. Daneben wird sie 2025 auf Festivals wie Rock am Ring/Rock im Park, Nova Rock und dem Download Festival auftreten. Sie trat außerdem bereits als Vorband von The Used und Evanescence auf.

## Diskografie

### EPs
- 2024: Skin to Skin (Atlantic Records)
- 2025: Surrender (Atlantic Records)

### Singles
- 2023: Tonight (Demo)
- 2023: Coming Down
- 2023: Everything I Do Is For You
- 2024: A Dozen Roses
- 2024: Lonely Day
- 2024: Remains of Us (mit Scarlet House)
- 2024: Will You Love Me When I’m Dead
- 2025: Death of Me

## Auszeichnungen und Nominierungen
| Tabellarische Übersicht der Auszeichnungen und Nominierungen | Tabellarische Übersicht der Auszeichnungen und Nominierungen | Tabellarische Übersicht der Auszeichnungen und Nominierungen | Tabellarische Übersicht der Auszeichnungen und Nominierungen | Tabellarische Übersicht der Auszeichnungen und Nominierungen |
| Jahr                                                         | Auszeichnung                                                 | Für                                                          | Kategorie                                                    | Resultat                                                     |
| ------------------------------------------------------------ | ------------------------------------------------------------ | ------------------------------------------------------------ | ------------------------------------------------------------ | ------------------------------------------------------------ |
| 2025                                                         | Heavy Music Awards                                           | Amira Elfeky                                                 | Best International Breakthrough Artist                       |                                                              |